# Slowakische Badmintonmeisterschaft 1987
Die Slowakische Badmintonmeisterschaft 1987 war die 21. offizielle Auflage der Titelkämpfe im Badminton in der Slowakei. Sie fand vom 2. bis zum 3. Mai 1987 in Žilina statt.

## Medaillengewinner
| Disziplin    | Gold                               | Silber                         | Bronze                                |
| ------------ | ---------------------------------- | ------------------------------ | ------------------------------------- |
| Herreneinzel | Juraj Lenárt                       | Igor Novák                     | Juraj Brestovský                      |
| Herreneinzel | Juraj Lenárt                       | Igor Novák                     | Ľubomír Čechovský                     |
| Dameneinzel  | Mária Holobradá                    | Dana Horváthová                | Eva Lužáková                          |
| Dameneinzel  | Mária Holobradá                    | Dana Horváthová                | Adriana Bednáriková                   |
| Herrendoppel | Juraj Lenárt Ľubomír Čechovský     | Igor Novák Juraj Brestovský    | Ľubomír Budinský Ľubomír Schmidtmayer |
| Herrendoppel | Juraj Lenárt Ľubomír Čechovský     | Igor Novák Juraj Brestovský    | Jozef Rosina Peter Polák              |
| Damendoppel  | Mária Holobradá Svetlana Mydlíková | Dana Horváthová Jana Kuricová  | Dana Špirková Eva Lužáková            |
| Damendoppel  | Mária Holobradá Svetlana Mydlíková | Dana Horváthová Jana Kuricová  | Jana Bérešová Klaudia Fecková         |
| Mixed        | Juraj Lenárt Jana Bérešová         | Juraj Brestovský Dana Špirková | Pavel Bučko Andrea Juríčková          |
| Mixed        | Juraj Lenárt Jana Bérešová         | Juraj Brestovský Dana Špirková | Juraj Celler Adriana Bednáriková      |